# Yevgueni Roizman
Yevgueni Vadímovich Roizman (en ruso: Евге́ний Вади́мович Ро́йзман; nacido el 14 de septiembre de 1962) es un político de la oposición rusa que se desempeñó como alcalde de Ekaterimburgo de 2013 a 2018. Hizo campaña contra la policía corrupta, los vendedores de drogas ilegales y los centros de rehabilitación de drogas.

## Primeros años de vida
Nació en Ekaterimburgo de padre judío y madre rusa (su apellido es de origen alemán y es una versión cirilizada de Reusemann). Su padre era ingeniero eléctrico en Uralmash. Su madre era maestra de guardería. Roizman afirma haberse ido de casa a los 14 años, haber viajado por todo el país y luego haber comenzado a trabajar en Uralmash como soldador. Se graduó de la Universidad Estatal de los Urales como historiador/archivista. Fue condenado a dos años de prisión en 1981 por cargos de robo y fraude.

## Filantropía
Roizman es el fundador del Museo del Icono de Neviansk en la óblast de Sverdlovsk. Este es el primer museo privado en coleccionar iconografías. Se encuentra en la ciudad de Ekaterimburgo. Este museo tiene más de 600 obras, que incluyen íconos, portadas de evangelios, cruces, libros y esculturas de madera. El icono más antiguo es La Madre de Dios egipcia (1734), el último es Cristo Pantocrátor (1919). Roizman trabajó en la búsqueda, investigación y restauración de los iconos.
En 1999, Roizman cofundó el programa «Ciudad Sin Drogas». Opera un centro de rehabilitación de drogas en Ekaterimburgo. Fue acusado por funcionarios de la ciudad de secuestrar drogadictos.

## Carrera política
Roizman fue diputado de la Duma Estatal entre 2003 y 2007 e intentó postularse para el parlamento por el partido Una Rusia Justa en 2007, pero fue eliminado de la lista electoral. Hasta 2015, fue aliado político de Mijaíl Prójorov.

### Alcalde de Ekaterimburgo
Fue elegido alcalde de Ekaterimburgo el 9 de septiembre de 2013, con más del 30 por ciento de los votos, superando al candidato de Rusia Unida, Yákov Silín, que obtuvo menos del 29 por ciento.
En 2018, Roizman renunció después de que las autoridades rusas decidieran anular las elecciones a la alcaldía de la ciudad.

### Campaña para gobernador

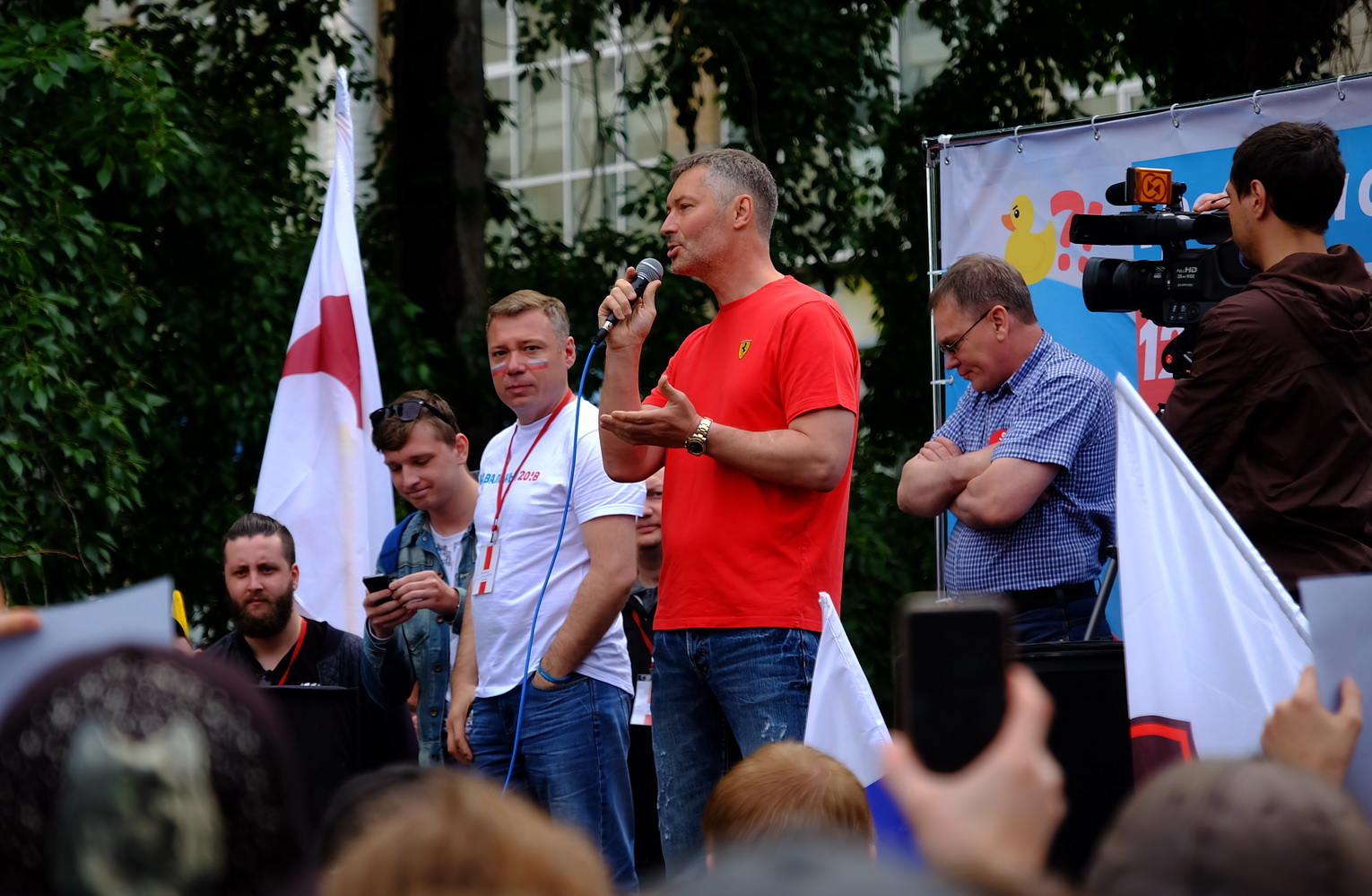
Yevgueni Roizman en el mitin anticorrupción, 12 de junio de 2017

En mayo de 2017, Roizman anunció que se presentaría a las elecciones para gobernador en septiembre como candidato del partido liberal de oposición Yábloko. Desafió al gobernador interino de Sverdlovsk, Yevgueni Kúyvashev, un político de Rusia Unida con quien Roizman tiene una amplia rivalidad personal.

## Posiciones políticas
Roizman se expresó abiertamente en contra de la invasión rusa de Ucrania de 2022 y la llamó la «traición de los rusos». Se redactaron dos protocolos contra Roizman por «desacreditar» a las Fuerzas Armadas rusas debido a sus publicaciones en las redes sociales y un video, en el que se declaró inocente el 29 de marzo; el tribunal barajó un tercer protocolo el 7 de abril.
Se convirtió en objeto de un caso penal por «desacreditar» a las Fuerzas Armadas rusas y fue arrestado el 24 de agosto de 2022.